# 遊女

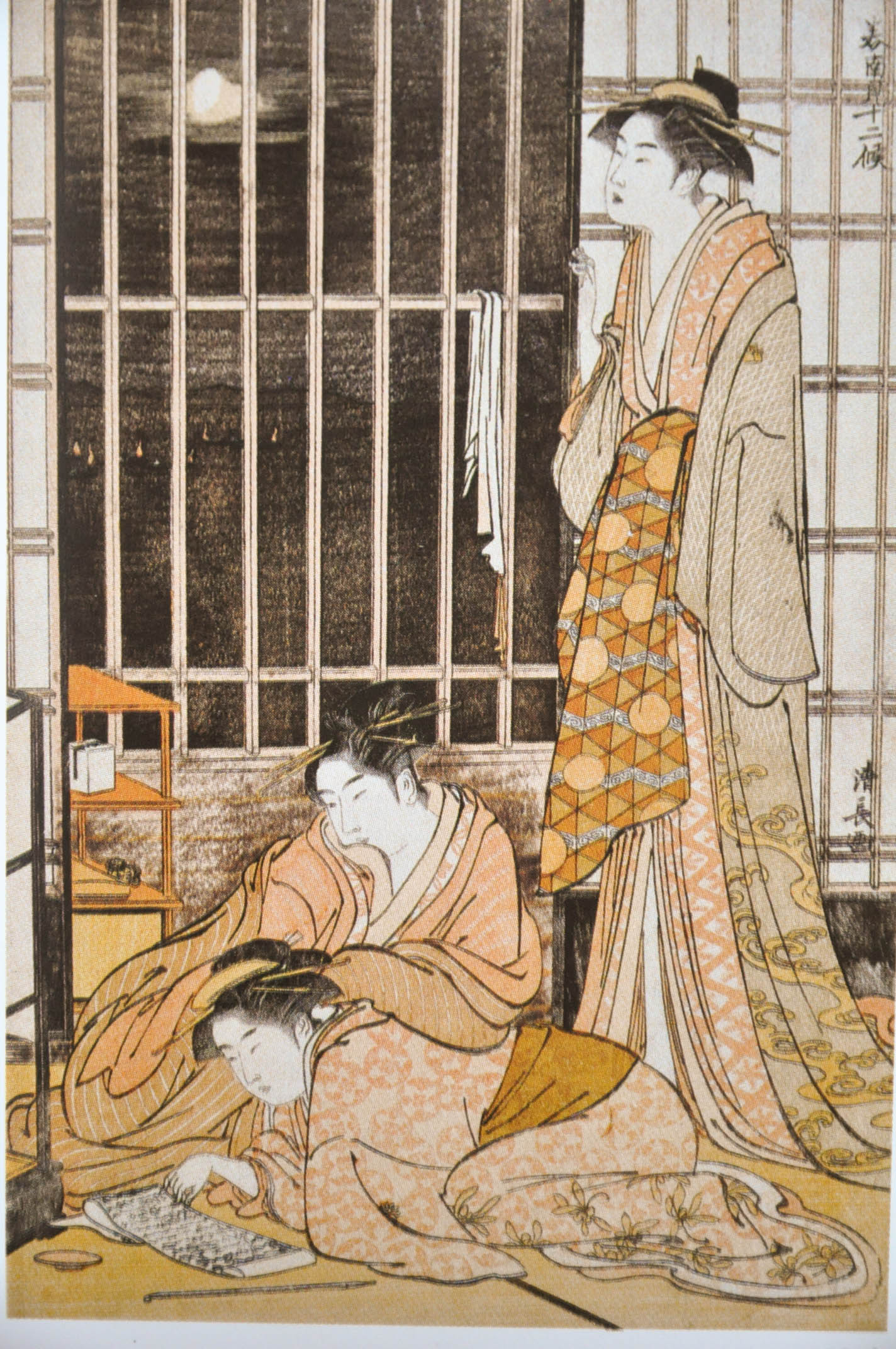
鳥居清長の版画:美南見十二候九月（漁火）遊廓で遊女がくつろいでいる図である。千葉市美術館所蔵。

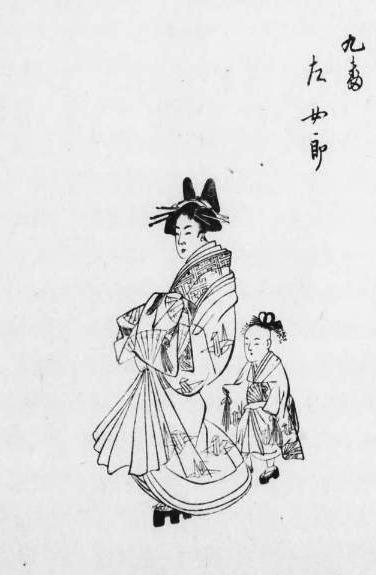
女郎。江戸職人歌合. 石原正明著（片野東四郎, 1900）

遊女（ゆうじょ、あそびめ）は、遊廓や宿場で男性に有償で性的な仕事をする女性のことで、娼婦、売春婦の古い呼称。「客を遊ばせる女」と言う意味が一般的である。

## 呼称
「遊女」という呼称は古くからあり、元来は芸能に従事する女性一般を指したものであり、とりたてて売春専業者を意味するものではなかった。

### 古代中国の遊女
古代中国では遊女のことを妓女と呼ぶが、遊女という言葉は『詩経』周南・漢広編に「漢に遊女有り、求むべからず」とある。この詩経での用例は、川（漢水）べりで遊ぶ女という意味、もしくは川の女神という意味である。齋藤茂は日本語での遊女は、この詩経での「出歩き遊ぶ女」から派生したようだとしている。なお、日本の遊女の別称である「女郎」は、古代中国では「若い女性」の意味である。

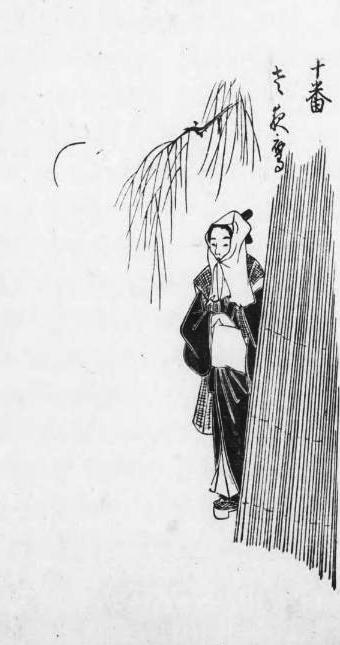
夜鷹。江戸職人歌合. 石原正明著 (片野東四郎, 1900)

### 日本における遊女の呼称
日本では古来より数多くの呼称があり、古く『万葉集』には、遊行女婦（うかれめ）の名で書かれており、平安時代になるとこれに代わって遊女（あそび）がでてくる。「遊（あそび）」は、『源氏物語』みをつくしの巻に「遊共の集ひまいれるも」（底本によっては｢遊｣を｢遊女｣とするものもある。）、『栄花物語』に「えぐち（江口）という所になりて、あそびどもかさに月をいだし」、『散木集』に「あそびども数多もうで来て」、『更級日記』に「あそび三人」などがあり、歌舞を主にし、「あそびめ」「あそびもの」とも言った。中世には、傀儡女（くぐつめ）や白拍子（しらびょうし）、傾城（けいせい）、上臈（じょうろう）などと呼ばれていた。
近世になると、女郎（じょろう）、遊君（ゆうくん）、娼妓（しょうぎ）といった呼称もあらわれる。遊廓の遊女には位があり、最高位の遊女を太夫という。江戸の吉原遊廓では太夫が消滅した宝暦以降は高級遊女を花魁（おいらん）といった。
大衆的な遊女には湯屋で性的労働を行う湯女（ゆな）、旅籠で性的労働を行う飯盛女（めしもりおんな）がある。そのほか街角で買春客を待つ京都の辻君（つじぎみ）、大坂の惣嫁・総嫁（そうか）、江戸の夜鷹（よたか）などもある。ただし一般的には、「遊女」「遊君」と言った場合はこうした大衆的な娼婦より上位の女を指す。

### 琉球
琉球王国では尾類（ジュリ）と呼ばれる技芸を身に付けた女性が、冊封使や首里の貴人などを辻でもてなしていた。売春も行うが、芸妓のように歌や踊りによる接待もあった。

## 歴史

### 古代
奈良期から平安期における遊女の主たる仕事は、神仏一致の遊芸による伝播であり、その後遊芸伝承が次第に中心となる。
日本に於いては、母系婚が鎌倉時代初期まで続いていたが、男系相続の進展と共に、母系の婚家に男が通う形態から、まず、別宅としての男性主体の住処が成立し、そこに侍る女性としての性行為を前提とする新たな女性層が生まれる。これは、原始から綿々と続いた、子孫繁栄のための対等な性行為から、性行為自体を商品化する大きな転機となる。それまで、財産は母系、位階は夫系であった秩序が壊れ、自立する拠り所を失った女性が、生活のために性行為を行う「売春」が発生するのは、正にこの時期である。
売春婦は俗に世界最古の職業と言われるが、日本の遊女も古くから存在していた。諸外国の神殿娼婦と同様、日本の遊女もかつては神社で巫女として神に仕えながら歌や踊りを行っていたが、後に神社を去って諸国を漂泊し、宿場や港で歌や踊りをしながら一方で性も売る様になったものと思われる。一方で遊女と宮中の舞踊・音楽の教習所である「内教坊」の「伎女」になんらかの関連があると考える研究者もいる。
『万葉集』には「遊行女婦」として現れる。平安時代に「遊女」の語が現れ、船舶の出入りが多い土地のような一定の場所に常住して旅人を客として捉えることに発展し、特に大阪湾と淀川水系の水運で栄えた江口・神崎、川尻、室、蟹島の遊女が知られ、平安時代の文章家、大江匡房が『遊女記』を記している。同じ頃、宿駅で春をひさぐ女は傀儡女とも言われた。平安時代中期に成立した『更級日記』には、少女時代の作者菅原孝標女を含む旅の一行が足柄山麓の宿で遊女の歌を鑑賞するくだりがある。

### 中世
鎌倉時代には白拍子・宿々の遊君といった遊女が現れたが、鎌倉幕府・室町幕府も遊女を取り締まり、税を徴収した。建久4年（1193年）5月15日に里見義成が遊女別当に任じられ、それまで自由業だった遊女屋と遊女を取り締まり、制度のもとに営むことを命じた（『吾妻鏡』）。足利氏は大永8年（1528年）に竹内新次郎を公事に傾城局を設けて取り締まった。
中世当時、遊女や白拍子を母に持つ公卿や武将は多く（後述書 p.17）、従一位太政大臣にまで上り詰めた徳大寺実基の母も遊女であり、『尊卑分脈』にも高位高官の貴族武将に確認できることから、貴族達は14世紀前半までは、そうした母親の出自に関して、なにはばかることなく、系図に載せ、周囲も怪しむことは無かった。

### 近世
江戸時代に入り雇用契約制度である年季奉公が一般に普及しはじめると譜代下人(または譜代奉公人)としての男性の売買は江戸時代中期（17世紀末）にはほとんど見られなくなったが、遊女や飯盛女の年季奉公ではいくつかの点で人身売買的な要素が温存された。
1. 家長権を人主から雇い主へ委譲
2. 転売の自由
3. 身請け・縁付けの権利を雇い主に委譲
4. 死亡後の処置も雇い主へ一任

中田薫 (法学者)は「奴婢所有権の作用にも比すべき、他人の人格に干渉し、其人格的法益を処分する人法的支配を、雇主の手に委譲して居る点に於て、此奉公契約が其本源たる人身売買の特質を充分に保存する」として「身売的年季奉公契約」と名付けた。年季奉公制度は遊女の人身売買性の払拭にはたした役割は大きく、女衒組織へ娘を身売りする契約が年季奉公に変わっていくと、「身売り」から「奉公へ出す」という認識へ移行したと下重清は指摘している。年季奉公による契約を結ぶことによって人身売買としての「身売り」の実態が隠蔽され「奉公へ出す」という認識が一般的になった。
江戸時代の娼婦には大きく三通りがある。遊廓などの店で客を取った者、飲食店や旅館などで個人的な建前の元で客を取った者、個人的な街娼である。当時は近代的な性病の予防ができなかったため、性病の罹患率が高かったと見られている。
近世になると、遊女屋は都市の一か所に集められ遊廓が出来た。天正13年（1584年）、豊臣秀吉の治世に、今の大阪の道頓堀川北岸に最初の遊廓がつくられた。その5年後、天正17年（1589年）には京都柳町に遊廓が作られた。慶長17年（1612年）、江戸幕府は江戸に日本橋人形町付近に吉原遊廓を設けた。17世紀前半に、大坂の遊廓を新町（新町遊廓）へ、京都柳町の遊廓を朱雀野（島原遊廓）に移転したほか、吉原遊廓を最終的に浅草日本堤付近に移転した。寛永19年（1642年）には、長崎に丸山遊廓ができ、外国人を対象とした当時唯一の遊廓として、丸山遊女のみが唐人屋敷や出島への出入りが許された。島原、新町、吉原が公許の三大遊廓（大阪・新町のかわりに長崎・丸山、伊勢・古市を入れる説もある）であったが、ほかにも全国20数カ所に公許の遊廓が存在し、私娼を禁じた。遊廓以外で売春するものを隠売女と称し、厳しく取り締まった。これに従い、城下町や宿場の遊女屋は「旅籠屋」の名目を取り、娼婦のことを子供とか飯盛女と称した。

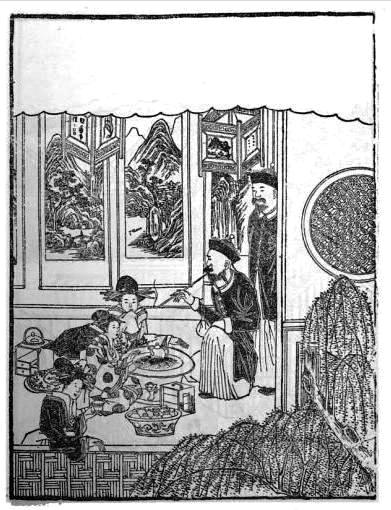
長崎の唐館で唐人を相手にする丸山遊女。丸山遊廓では遊女の外出が認められていた

長崎の丸山遊女には、日本人客のみを相手にする日本行、外国人を主に相手にする唐人行・阿蘭陀行の別があり、延宝年間（1673年-1681年）の記録では、遊女776人中、日本行の遊女は10人のみで、格としては吉原の太夫と同様、丸山では最上ランクであった。日本行の遊女は茶道・華道・香道を修め、歌舞音曲や読み書きにも優れ、容姿も良いことが条件だったが、唐人行からの昇進や、遊女屋との縁故関係でなれる場合もあった。オランダ人を相手にする阿蘭陀行遊女が最下層であったが、丸山では、日常は遊廓の外で暮らしながら名義のみを遊女屋に登録し、中国人・オランダ人の接待のみを専門に行なう「仕切り遊女・名付け遊女」と呼ばれる遊女があり、世間に遊女奉公を知られることなく金銭を得ることができることから、自ら登録する者がほとんどで、幕末には登録料を支払ってまでなる者もあった。また、丸山では、1715年に遊女の懐妊に関する法令が出され、外国人との子を懐妊した場合は届け出をしなければならず、父親となる外国人には養育の義務が生じ、父親帰国後の出産の場合は遊女屋に養育の義務があるとされた。母子が唐人屋敷や出島で暮らすことも許されたが、父親が帰国する場合、子供を連れて行くことは禁じられた。
遊廓では少女の人身売買が常態化していたという。

### 明治以降

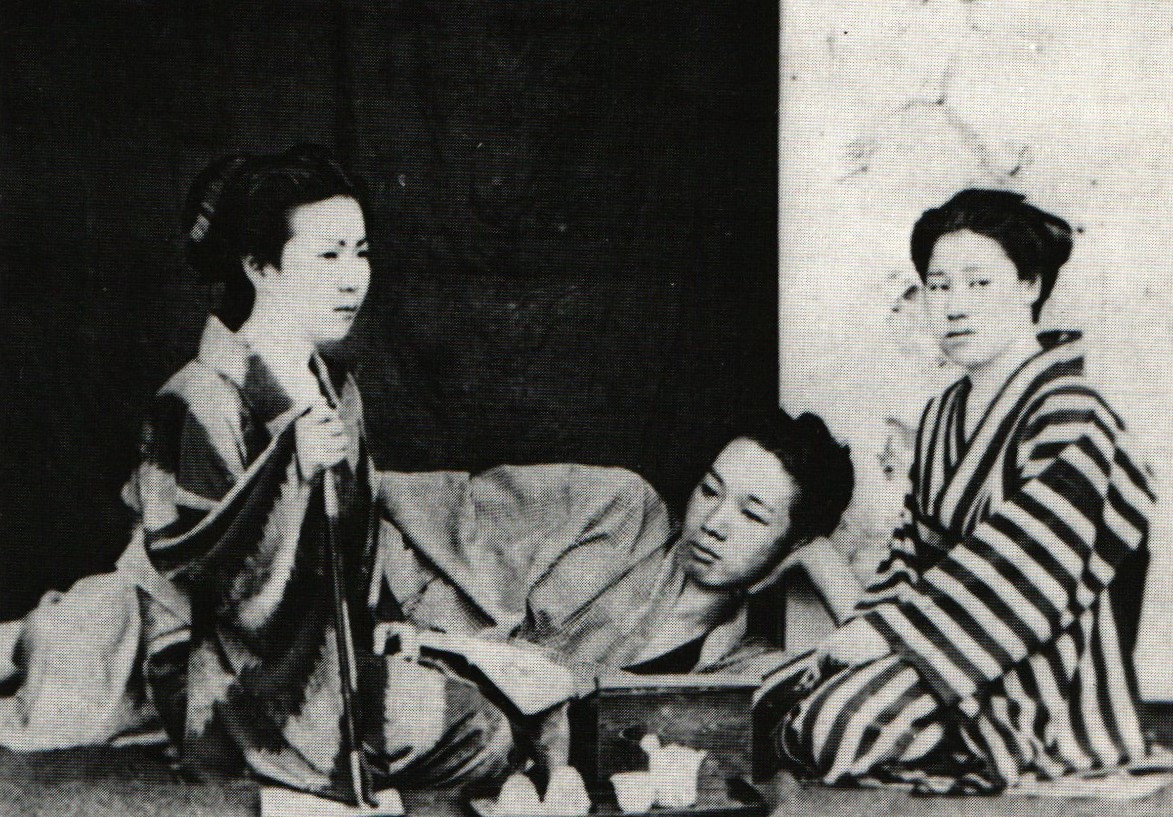
明治10年代の甲府新柳遊廓での娼妓と客

明治時代、制度に則った遊廓は全国に約350、それ以外の遊廓に類するものが約150あった。明治維新以降、吉原遊廓などの日本の売春制度は、ラザフォード・オールコックなど外交官や宣教師たちの批判にさらされた。1872年（明治5年）に発生したマリア・ルス号事件により人身売買の容認を指摘された明治政府は、同年に芸娼妓解放令・牛馬切りほどき令を発布し、年季奉公中の娼妓を解放したが、娼婦が自由意思で営業しているという建前になっただけで、前借金に縛られた境遇という実態は変わらなかった。しかし、突然発令された芸娼妓解放令に対する遊廓側の反発と、路頭に迷う娼妓の発生といった事態の中、翌1873年（明治6年）には、東京府が「貸座敷渡世規則及び娼妓渡世規則」を発令した。その後、遊廓の公娼取締り規則は国から地方自治に移管、各地方に応じた規制が行なわれ、娼妓が自由意志で営業する形式が整えられた。
新たな遊廓制度に対し、新島襄らの安中教会が先頭となって遊廓公許反対運動が起こされた。また、男女同数論を唱え妾制度を批判した福沢諭吉は『家庭叢談』の中で、芸娼妓は「人外人」であると評し、娼妓を排除・拒絶することでその生業を恥と自覚させ、転向を促すことを唱道した。娼婦や売春宿の隔離、囲い込みなどが成されたほか、新聞などで娼婦が「醜業婦」、「闇の女」などの別称で呼ばれる例が見られる様になる。こうした政治・言論界の世論誘導によって、維新以前は花魁と呼ばれた芸娼妓も、明治初期より社会的地位が沈下していった。
1900年(明治33年)の内務省令（娼妓取締規則）により再び統一規制となり、官許の売春婦は、18歳以上の独身者で親の承諾を得た者に限り、所轄警察署の娼妓名簿に登録したうえ、指定の貸座敷以外で商売をしてはならないなど、16条が決められた。1904年（明治37年）末の調査では、全国に官許の娼妓4万2000人余、芸妓2万6000人余を数えた。
大正時代の所定の貸座敷地域は、都内は6か所（吉原、洲崎、新宿、品川、千住、板橋）に限定され、大正10年の都内の娼妓登録者は5600人であった。その8割以上が吉原、洲崎、新宿に集まり、半年で約30万人の集客があったという。
1930年代、世界20数か国において公娼制度が布かれていたが、法律をもって娼妓の自由な外出を禁じている例は日本のみであった。国際連盟のジョンソン委員会などからも非人道的な時代錯誤の制度として非難を浴びたことから、1933年（昭和8年）、娼妓取締規則第七条第二項に定められた外出禁止規定が撤廃された。
多くの若い男性が帝国議会の承認を経た兵役法に基づき政府によって徴兵された日中戦争の頃には、軍人軍属相手に性的労働を行う慰安婦として中国・満州・東南アジアなど日本の支配地域一帯で働いていた。
近代になり公娼制度の下で近代的な性病検査が行われるようになった。国際的に見て、アジアなどの広域で各国娼婦が活動する（または売買される）ようになったのは、これが大きいとも言われる。また公娼制度の下での性病検査の存在は、公娼廃止運動に対する反対根拠ともなっている。
戦後1946年（昭和21年）にGHQの指令により遊廓は廃止され赤線に看板を変えるが、これも1958年（昭和33年）の売春防止法の施行によりいったんは消滅した。

## 仕事内容
一般的には、宴会席で男性客に踊りを始めとする遊芸を主に接待し、時代、及び立地により、客の求めに応じて性交を伴う性的サービスをする事もあった。江戸時代の遊女の一部は女衒（ぜげん）から売られた女性であったが、高級遊女の大部分は、廓（くるわ）の中や、遊芸者層で生まれた女子の中で、幼少時から利発かつ明眸皓歯（めいぼうこうし）な者が、禿（かむろ）として見習いから育てられた。だいたい10年ほど奉公し、年季を明ければ（実年齢25〜26前後）自由になるが、それ以前に身請されて結婚、あるいは囲われる者も多く、また一部はやり手（遊女の指導・手配などをする女性）や縫い子、飯炊きなどとなり、一生を廓の中で過ごす者も存在した。また、雇い主からの折檻、報酬の搾取など劣悪な環境で働かされた者が多かった。

### 関連用語
- 揚代 - 遊女の料金 - 記録によれば1950年代の二本木遊廓（熊本市）では 遊女と一晩過ごすのに1200円程度が必要であった。
- 源氏名 - 遊女の仮の名前

## 新吉原における各種の女郎
- 高級遊女
  - 太夫 - 最上位の女郎。宝暦年間の頃には吉原では自然消滅する。
  - 格子女郎 - 太夫に準ずる高位。張見世の格子の最前列に陣取ったことから。後に消滅。
  - 昼三 - 昼見世の花代が三分であった女郎。宝暦以降では最上位の女郎であったが、文政年間末に自然消滅する。
  - 呼出し - 張見世には出ず、揚屋からの呼び出しにのみ応じる女郎。文政年間末に自然消滅する。
  - 附廻し - 昼三に次ぐ地位の女郎。

- 中級遊女
  - 座敷持 - 居稼ぎの見世において、居住用の自室とは別に接客用の専用座敷が与えられている遊女。
  - 部屋持 - 廓内に自室が与えられている遊女。花魁と呼ばれる下限。
  - 散茶女郎 - 原義は「（客を）振らない」、選り好みせず金さえ出せば誰とでも寝るという意味。後に相対的に高級化し、昼三と呼ばれるようになる。
  - 梅茶女郎 - 本来は「薄（う）め茶」と書く。つまり散茶の下位互換という洒落。

- 下級遊女 - 送り込みではなく職住一体の居稼ぎで、小見世や長屋形式の切見世に居住し客を引く。
  - 局女郎 - 元々は格子の下で、大雑把に下位の女郎を意味したが、後年には底辺層を指す言葉となった。
  - 河岸女郎 - 吉原でも中心部ではなく端のほう、川沿いに位置した切見世に属する女郎。
  - 端女郎 - 文字通り最下層の女郎を指す。

- 新造　
  - 振袖新造 - 13-17歳の遊女候補生。宴席には同席するが客は取らない。
  - 引込新造 - 振袖新造の中でも特に楼主から目をかけられ、将来の太夫候補として英才教育を受ける者。
  - 留袖新造 - 振袖新造と同年代だが、教育期間の不足や容姿や才覚に恵まれないため、水揚げを待たずに客を取り始める新造。
  - 太鼓新造 - 遊女としては不人気であるが、踊りや音楽など一芸に秀でているため宴席には呼ばれる者。
  - 番頭新造 - 客は取らずに主に廓内の事務仕事を担当する。年季明けの年増や器量が悪く不人気な女郎が務める。

- 禿 - 廓に売られてきた12歳以下の童女。見習いとして付き人や雑用を務め、女郎になるための知識や技術を学ぶ。
  - 引込禿 - 容姿に優れ利発な禿は、引込新造に育てるべく特別扱いを受ける。